# Blackburn Rovers Football Club 1911-1912
Questa voce raccoglie le informazioni riguardanti il Blackburn Rovers Football Club nelle competizioni ufficiali della stagione 1911-1912.

## Rosa
| N. |                        | Ruolo | Calciatore      |
| -- | ---------------------- | ----- | --------------- |
|    | Inghilterra (bandiera) | P     | Jimmy Ashcroft  |
|    | Inghilterra (bandiera) | P     | Alfred Robinson |
|    | Inghilterra (bandiera) | D     | Arthur Cowell   |
|    | Inghilterra (bandiera) | D     | Bob Crompton    |
|    | Scozia (bandiera)      | D     | Jimmy Johnston  |
|    | Scozia (bandiera)      | D     | Tommy Suttie    |
|    | Inghilterra (bandiera) | C     | Billy Bradshaw  |
|    | Scozia (bandiera)      | C     | Willie Cameron  |
|    | Inghilterra (bandiera) | C     | George Chapman  |
|    | Inghilterra (bandiera) | C     | Jock Simpson    |

| N. |                        | Ruolo | Calciatore        |
| -- | ---------------------- | ----- | ----------------- |
|    | Inghilterra (bandiera) | C     | Percy Smith       |
|    | Inghilterra (bandiera) | C     | Albert Walmsley   |
|    | Scozia (bandiera)      | A     | Waiter Aitkenhead |
|    | Inghilterra (bandiera) | A     | Walter Anthony    |
|    | Inghilterra (bandiera) | A     | Joe Clennell      |
|    | Galles (bandiera)      | A     | Billy Davies      |
|    | Inghilterra (bandiera) | A     | Harry Dennison    |
|    | Inghilterra (bandiera) | A     | Eddie Latheron    |
|    | Inghilterra (bandiera) | A     | Alex McGhie       |
|    | Scozia (bandiera)      | A     | Johnny Orr        |